# Грольсхайм
Грольсхайм (нем. Grolsheim) — община в Германии, в земле Рейнланд-Пфальц. 
Входит в состав района Майнц-Бинген. Подчиняется управлению Шпрендлинген-Гензинген.  Население составляет 1227 человек (на 31 декабря 2010 года). Занимает площадь 3,92 км².